# Dorfkirche Zöllnitz

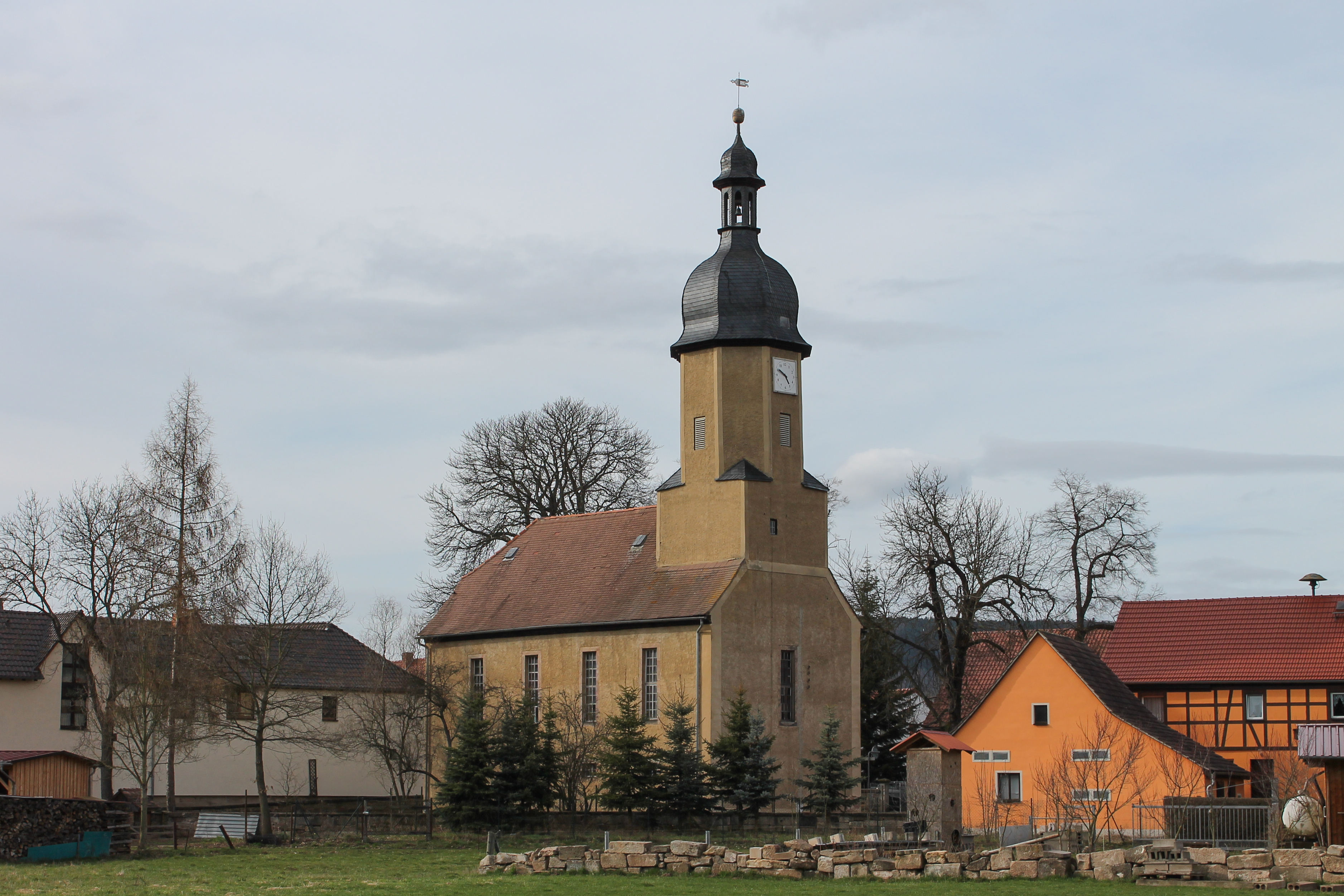
Kirche in Zöllnitz

Die Dorfkirche Zöllnitz steht in der Gemeinde Zöllnitz im Saale-Holzland-Kreis in Thüringen. Die Dorfkirche Zöllnitz liegt zentral im Dorf. Das Dorf Zöllnitz befindet sich westlich der Stadt Stadtroda im Rodatal und grenzt an den Südostrand der Stadt Jena. Die Kirche gehört zum Kirchenkreis Jena.

## Geschichte
Die Dorfkirche wurde um 1715 errichtet. Dazu befindet sich am Portal des nördlichen Langhauses eine Inschrift -1837 renoviert-.

## Architektur
Die Saalkirche ist einfach und schmucklos gestaltet. Der Dachturm ist schlank und befindet sich im Osten über dem Chor. Er ist über dem Dach viereckig ausgebildet und gliedert sich achteckig zur Haube und wird mit der Laterne abgeschlossen.
Im Kirchenraum ziehen sich entlang der Wände dreiseitig zweigeschossige Emporen. Die Decke ist aus Holz flach tonnenförmig gewölbt.

## Ausstattung
Der Kanzelaltar mit einem Säulenpaar und Giebel ist mit geschnitzten Engeln und Emblemen umgeben. Der Taufstein und der Kantorenstuhl befinden sich im Raum. Die Orgel ist aus dem Jahr 1746.